# Ptyctolaemus
Ptyctolaemus es un género de iguanios de la familia Agamidae. Sus especies son endémicas del este de la India, Bangladés, norte de Birmania y el Tíbet.

## Especies
Se reconocen las 2 especies siguientes:
- Ptyctolaemus collicristatus Schulte & Vindum, 2004
- Ptyctolaemus gularis (Peters, 1864)